# Horton Foote
Horton Foote (Wharton, 14 maart 1916 - Hartford, 4 maart 2009) was een Amerikaans dramaturg en scenarioschrijver.
Foote startte zijn loopbaan als acteur. Hij bleek echter spoedig een betere schrijver dan acteur te zijn en schreef in 1941 zijn eerste stuk Texas Town voor een Off-Broadway-productie. Zijn stukken, waaronder ook eenakters en experimentele werken, vonden nadien ook hun weg naar Broadway zelf. Foote werkte met veel artiesten samen, met name met danseres en choreografe Martha Graham.
Zijn stukken spelen zich dikwijls af rond het Texaanse stadje Wharton, dat hij Harrison noemde, en gaan meestal om complexe drama's waarin schijnbaar niets gebeurt, over de oude dag op het platteland. Foote wordt wel vergeleken met Tsjechov. Hij kreeg in 1962 en 1984 een Oscar voor het Beste Scenario en in 2005 de Pulitzerprijs.

## Onderscheidingen
- 1963: Oscar voor het Beste Aangepast Scenario voor To Kill a Mockingbird, naar de gelijknamige roman van Harper Lee
- 1984: Oscar voor het Beste Originele Scenario voor Tender Mercies
- 1995: Pulitzerprijs voor zijn toneelstuk The Young Man From Atlanta.
- 2000: National Medal of Arts Award

## Filmografie
Scenario's
- 1955: Storm fear
- 1962: To Kill a Mockingbird
- 1964: Baby, the rain must fall
- 1966: Hurry sundown
- 1972: Tomorrow
- 1981: Keeping on!
- 1982: Tender Mercies
- 1985: The trip to Bountiful
- 1991: Convicts
- 1992: The habitation of dragons
- 1992: Of Mice and Men
- 1996: Lily Dale
- 1997: Old man

## Toneelstukken
- Wharton Dance (1940)
- Texas Town (1941)
- Only the Heart (1942)
- Out of My House (1942)
- Two Southern Idylls: Miss Lou / The Girls (1943)
- The Lonely (1944)
- Goodbye to Richmond (1944)
- Daisy Lee (one-act) (1944)
- Homecoming (1944)
- In My Beginning (1944)
- People in the Show (1944)
- Return (1944)
- Celebration (1950)
- The Chase (1952) smd
- The Traveling Lady (1954)
- The Dancers (1954)
- John Turner Davis (1956)
- The Midnight Caller (1956)
- The Trip to Bountiful (1962)
- Roots in a Parched Ground (Orphans' Home cycle) (1962)
- Tomorrow (1968)
- Gone with the Wind (Author of book) (1972)
- A Young Lady of Property (1976)
- Night Seasons (1977)
- Courtship (Orphans' Home cycle) (1978)
- 1918 (Orphans' Home cycle) (1979)
- In a Coffin in Egypt (1980)

- Valentine's Day (Orphans' Home cycle) (1980)
- The Man Who Climbed the Pecan Trees (1981)
- The Old Friends (1982)
- The Roads to Home: Nightingale / The Dearest of Friends / Spring Dance (1982)
- The Land of the Astronauts (1983)
- Cousins (Orphans' Home cycle) (1983)
- The Road to the Graveyard (one-act) (1985)
- Courtship/Valentine's Day (Orphans' Home cycle) (1985)
- The One-Armed Man (1985)
- The Prisoner's Song (1985)
- Blind Date (one-act) (1985)
- Convicts (Orphans' Home cycle) (1986)
- The Widow Claire (Orphans' Home cycle) (1986)
- Lily Dale (Orphans' Home cycle) (1986)
- The Habitation of Dragons (1988)
- The Death of Papa (Orphans' Home cycle) (1999)
- Dividing the Estate (1989)
- Talking Pictures (1990)
- Laura Dennis (1995)
- The Young Man From Atlanta (1995)
- The Day Emily Married (1996)
- Vernon Early (1998)
- The Last of the Thorntons (2000)
- The Carpetbagger's Children (2001)
- The Actor (2002)
- Dividing the Estate (2008)
- Harrison, TX: Three Plays by Horton Foote (2012)